# Gary Kubiak
Gary Wayne Kubiak (Houston, 15 agosto 1961) è un ex giocatore di football americano e allenatore di football americano statunitense nella National Football League (NFL). Al college giocò a football alla Texas A&M University.

## Carriera da giocatore

### Denver Broncos
Kubiak venne sselezionato come 197a scelta al Draft NFL 1983 dai Denver Broncos. Debuttò nella NFL il 6 novembre 1983 contro i Seattle Seahawks. Con i Broncos in 9 stagioni e 119 partite totali, di cui 5 come titolare..

## Carriera da allenatore
Nel 1994, Kubiak iniziò la sua carriera da allenatore con i San Francisco 49ers nel ruolo di allenatore dei quarterback. L'anno seguente passò ai Denver Broncos e assunse il ruolo di coordinatore dell'attacco, mantenendolo fino alla stagione 2005.
Nel 2006, Kubiak divenne il secondo capo-allenatore della storia degli Houston Texans. Nella sua prima stagione terminò con 6 vittorie e 10 sconfitte.  Nel 2009 ottenne il suo primo record positivo stagionale con 9 vittorie e 7 sconfitte. Nel 2011 vinse per la prima volta la Division South della AFC con il record di 10 vittorie e 6 sconfitte mentre nei playoff venne eliminato al Divisional Round dai Baltimore Ravens. L'anno seguente vinse nuovamente la division con 12 vittorie e 4 sconfitte, venendo eliminato al Divisional Round dai New England Patriots.
Il 3 novembre 2013 durante l'intervallo della partita contro gli Indianapolis Colts subì un parziale infarto che lo costrinse a rimanere fuori per una settimana. Il 6 dicembre, dopo una serie di undici sconfitte consecutive, Kubiak fu licenziato dai Texans, terminando con un record di 61 vittorie e 64 sconfitte con la franchigia.
Il 27 gennaio 2014 Kubiak fu assunto come coordinatore offensivo dei Baltimore Ravens, ma già l'anno successivo, il 19 gennaio 2015, divenne il nuovo capo-allenatore dei Denver Broncos, con cui alla fine della stagione vinse il Super Bowl 50, imponendosi 24-10 sui Carolina Panthers. L'anno successivo i Broncos non raggiunsero i playoff e a fine stagione Kubiak annunciò il proprio ritiro.
Nel gennaio 2020 Kubiak annunciò il suo ritorno in panchina come coordinatore offensivo dei Minnesota Vikings allenati da Mike Zimmer.

## Palmarès
- Super Bowl : 4

San Francisco 49ers: XXIX (come allenatore dei quarterback)
Denver Broncos:
- XXXII, XXXIII (come coordinatore offensivo)
- 50 (come capo-allenatore)

- AFC South division: 2

Houston Texans: 2011, 2012
- AFC West division: 1

Denver Broncos: 2015

## Statistiche come giocatore
| Partite totali      | 119   |
| Partite da titolare | 0     |
| Yard lanciate       | 1.920 |
| Touchdown           | 14    |
| Intercetti          | 16    |
| Passer rating       | 70,6  |

## Record come capo-allenatore
| Squadra  | Anno     | Stagione regolare | Stagione regolare | Stagione regolare | Stagione regolare | Stagione regolare | Playoff | Playoff | Playoff                                               |
| Squadra  | Anno     | Vinte             | Perse             | Pareggiate        | Posizione         | Risultato         | Vinte   | Perse   | Risultato                                             |
| -------- | -------- | ----------------- | ----------------- | ----------------- | ----------------- | ----------------- | ------- | ------- | ----------------------------------------------------- |
| HOU      | 2006     | 6                 | 10                | 0                 | 4º AFC South      | no playoff        | -       | -       | -                                                     |
| HOU      | 2007     | 8                 | 8                 | 0                 | 4º AFC South      | no playoff        | -       | -       | -                                                     |
| HOU      | 2008     | 8                 | 8                 | 0                 | 3º AFC South      | no playoff        | -       | -       | -                                                     |
| HOU      | 2009     | 9                 | 7                 | 0                 | 2º AFC South      | no playoff        | -       | -       | -                                                     |
| HOU      | 2010     | 6                 | 10                | 0                 | 3º AFC South      | no playoff        | -       | -       | -                                                     |
| HOU      | 2011     | 10                | 6                 | 0                 | 1º AFC South      | -                 | 1       | 1       | Uscì al Divisional Game contro i Baltimore Ravens     |
| HOU      | 2012     | 12                | 4                 | 0                 | 1º AFC South      | -                 | 1       | 1       | Uscì al Divisional Game contro i New England Patriots |
| HOU      | 2013     | 2                 | 11                | 0                 | 4º AFC South      | -                 | -       | -       | Licenziato dopo 13 giornate                           |
| HOU Tot. | HOU Tot. | 61                | 64                | 0                 |                   |                   | 2       | 2       | -                                                     |
| DEN      | 2015     | 12                | 4                 | 0                 | 1º AFC West       | -                 | 3       | -       | Vinse il Super Bowl 50 contro i Carolina Panthers     |
| DEN      | 2016     | 9                 | 7                 | 0                 | 3º AFC West       | no playoff        | -       | -       | -                                                     |
| DEN Tot. | DEN Tot. | 21                | 11                | 0                 |                   |                   | 3       | -       | -                                                     |
| Totale   | Totale   | 81                | 75                | 0                 | -                 | -                 | 5       | 2       | -                                                     |